# Mojave Ranch Estates
Mojave Ranch Estates – jednostka osadnicza w Stanach Zjednoczonych, w stanie Arizona, w hrabstwie Mohave.